# Папокија (Потенца)
Папокија (итал. Papocchia) је насеље у Италији у округу Потенца, региону Базиликата.
Према процени из 2011. у насељу је живело 11 становника. Насеље се налази на надморској висини од 707 м.